# James Wolfenden

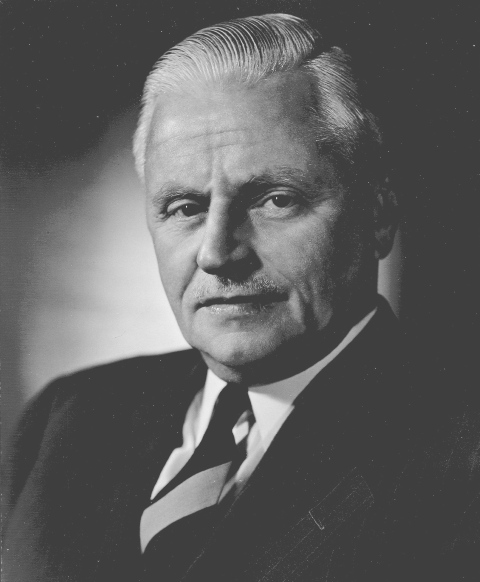
James Wolfenden

James Paine Wolfenden (* 25. Juli 1889 in Cardington, Delaware County, Pennsylvania; † 8. April 1949 in Philadelphia, Pennsylvania) war ein US-amerikanischer Politiker. Zwischen 1928 und 1947 vertrat er den Bundesstaat Pennsylvania im US-Repräsentantenhaus.

## Werdegang
James Wolfenden besuchte die Friend’s Central School und die Penn Charter Academy in Philadelphia. Danach arbeitete er im familieneigenen Betrieb zur Verarbeitung von Baum- und Schurwolle. Er wurde außerdem Vizepräsident der Citizen’s Bank of East Lansdowne und des Delaware County Hospital. Gleichzeitig schlug er als Mitglied der Republikanischen Partei eine politische Laufbahn ein. Innerhalb seiner Partei bekleidete er einige regionale Ämter. Unter anderem war er Mitglied im Parteivorstand im Delaware County. Neun Jahre lang fungierte er als Ortsvorsteher von Upper Darby.
Nach dem Tod des Abgeordneten Thomas S. Butler wurde Wolfenden bei der fälligen Nachwahl für den achten Sitz von Pennsylvania als dessen Nachfolger in das US-Repräsentantenhaus in Washington, D.C. gewählt, wo er am 6. November 1928 sein neues Mandat antrat. Nach neun Wiederwahlen konnte er bis zum 3. Januar 1947 im Kongress verbleiben. Seit 1945 vertrat er dort den siebten Wahlbezirk seines Staates. Während seiner Zeit im Kongress wurden dort die New-Deal-Gesetze der Roosevelt-Regierung verabschiedet, denen Wolfendens Partei eher ablehnend gegenüberstand. 1935 wurden erstmals die Bestimmungen des 20. Verfassungszusatzes angewendet, wonach die Legislaturperiode des Kongresses jeweils am 3. Januar endet bzw. beginnt. Seit 1941 war auch die Arbeit des Kongresses von den Ereignissen des Zweiten Weltkrieges und dessen Folgen geprägt.
Im Februar 1946 kündigte Wolfenden seinen Verzicht auf eine weitere Kongresskandidatur an. Am 23. Mai desselben Jahres wurde er während seines Urlaubs in Ocean City bei einem Brand auf einem Schiff schwerverletzt. Sein linker Fuß wurde dabei dauerhaft beschädigt. Wolfenden erholte sich nicht mehr von den Folgen dieses Unfalls. In der Folge verschlechterte sich sein Gesundheitszustand noch. Er starb am 8. April 1949 in einem Krankenhaus in Philadelphia.